# Яблоновський Антон Васильович
Яблоно́вський Анто́н Васи́льович (1842 — †1890, Перемишль) — сценограф і маляр родом зі Львівщини; мистецьку освіту здобув у Віденській Академії Мистецтв (1867) і працював декоратором у львівському театрі товариства Руської бесіди. У 1860-70-их роках оформлював вистави «Довбуш» (Ю. Федьковича), «Гнат Приблуда» (Сидора Воробкевича), «Сватання на Гончарівці» (Григорія Квітки-Основ'яненка), власну історичну драму «Ольга» (1878; сам виконував роль князя Мстислава) та ін.
Відомі його картини на теми пісень «Петро Сагайдачний у полі», «Козак коня напував», «Ой, на горі женці жнуть» та інші: акварельні пейзажі тощо.